# Весёлый Яр (Приморский край)
Весёлый Яр — село в Ольгинском районе Приморского края Российской Федерации. Административный центр Веселояровского сельского поселения.

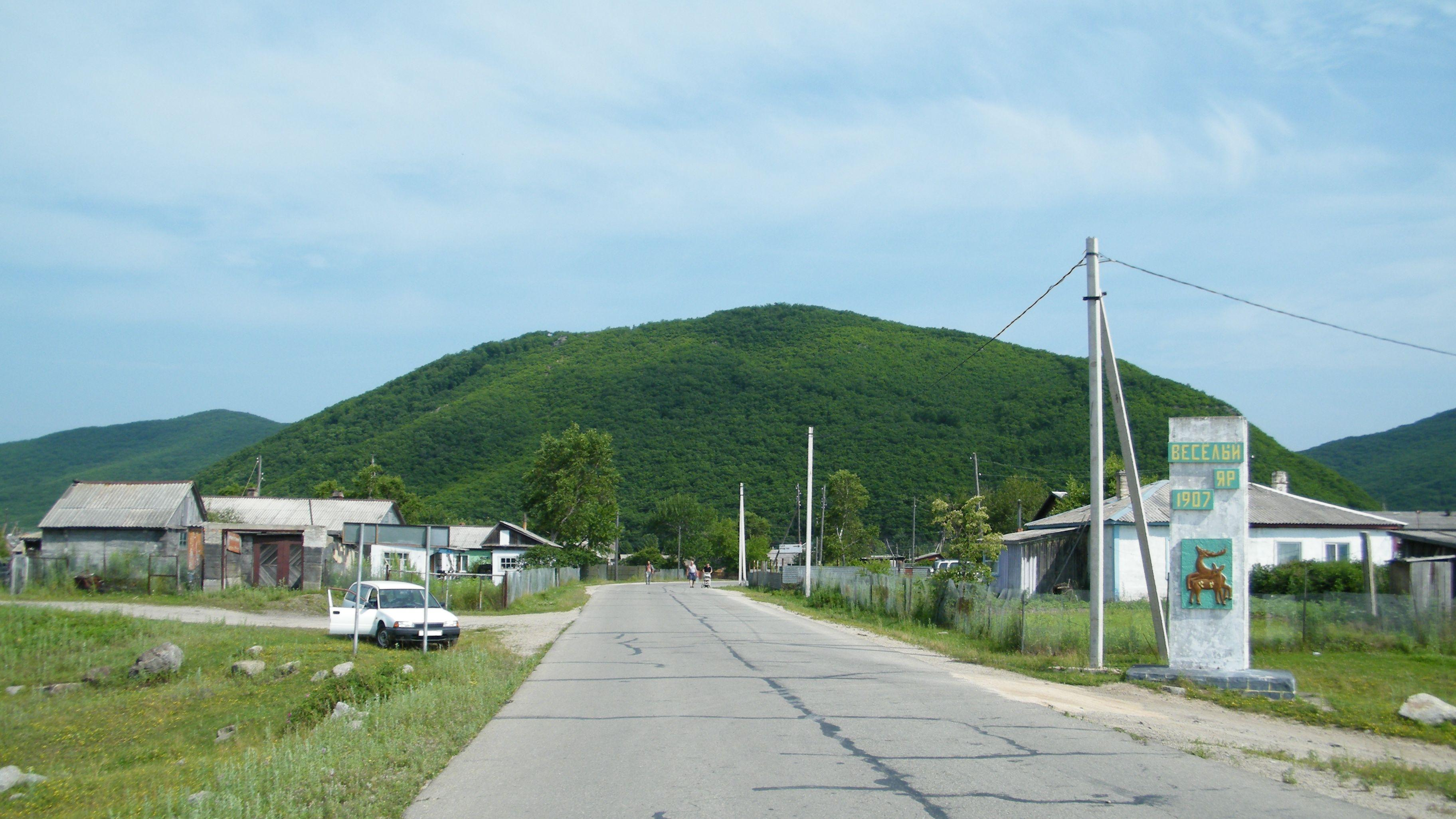
Стела перед селом Весёлый Яр

## География

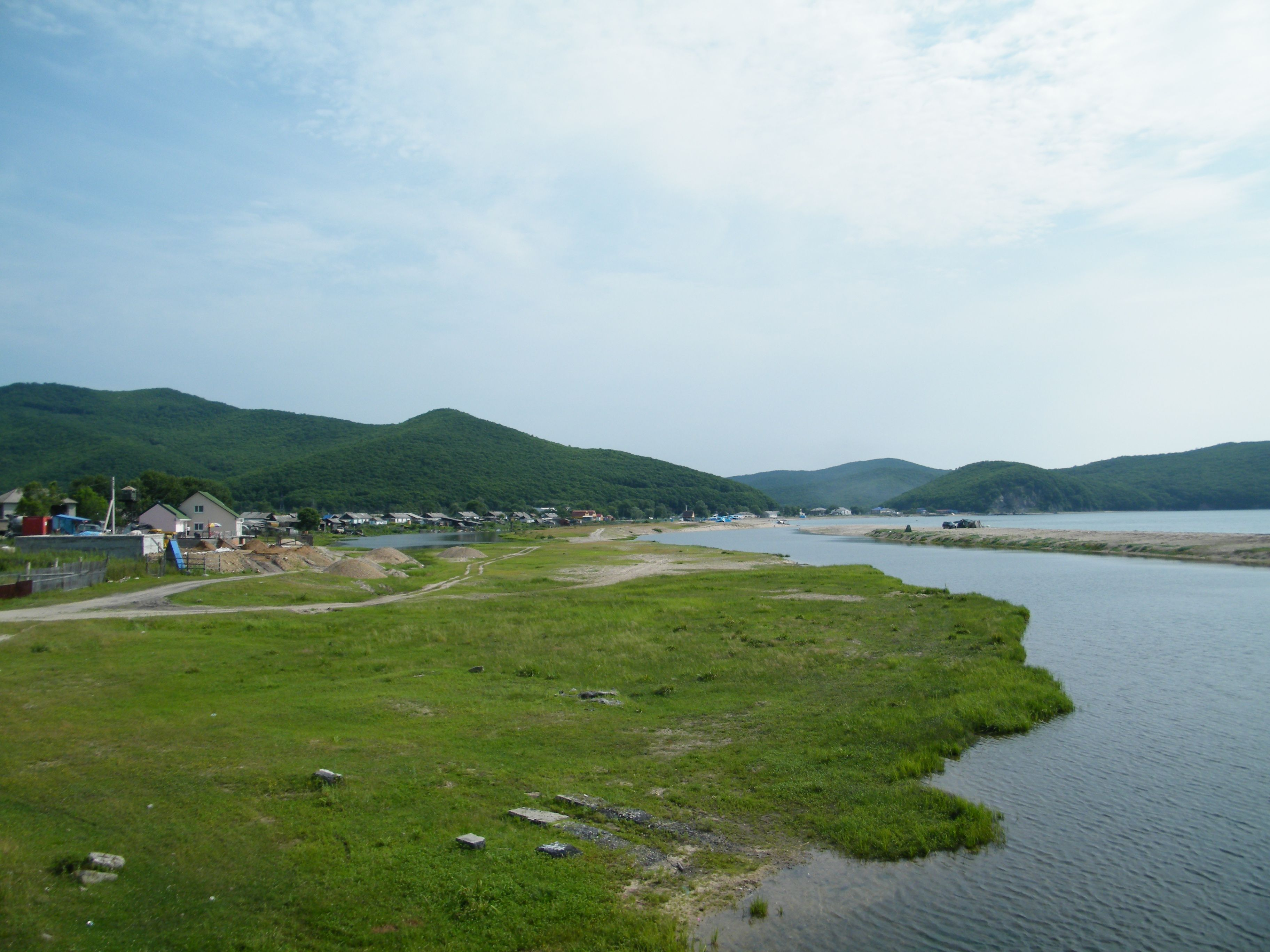
Село Веселый Яр, устье реки Тумановка

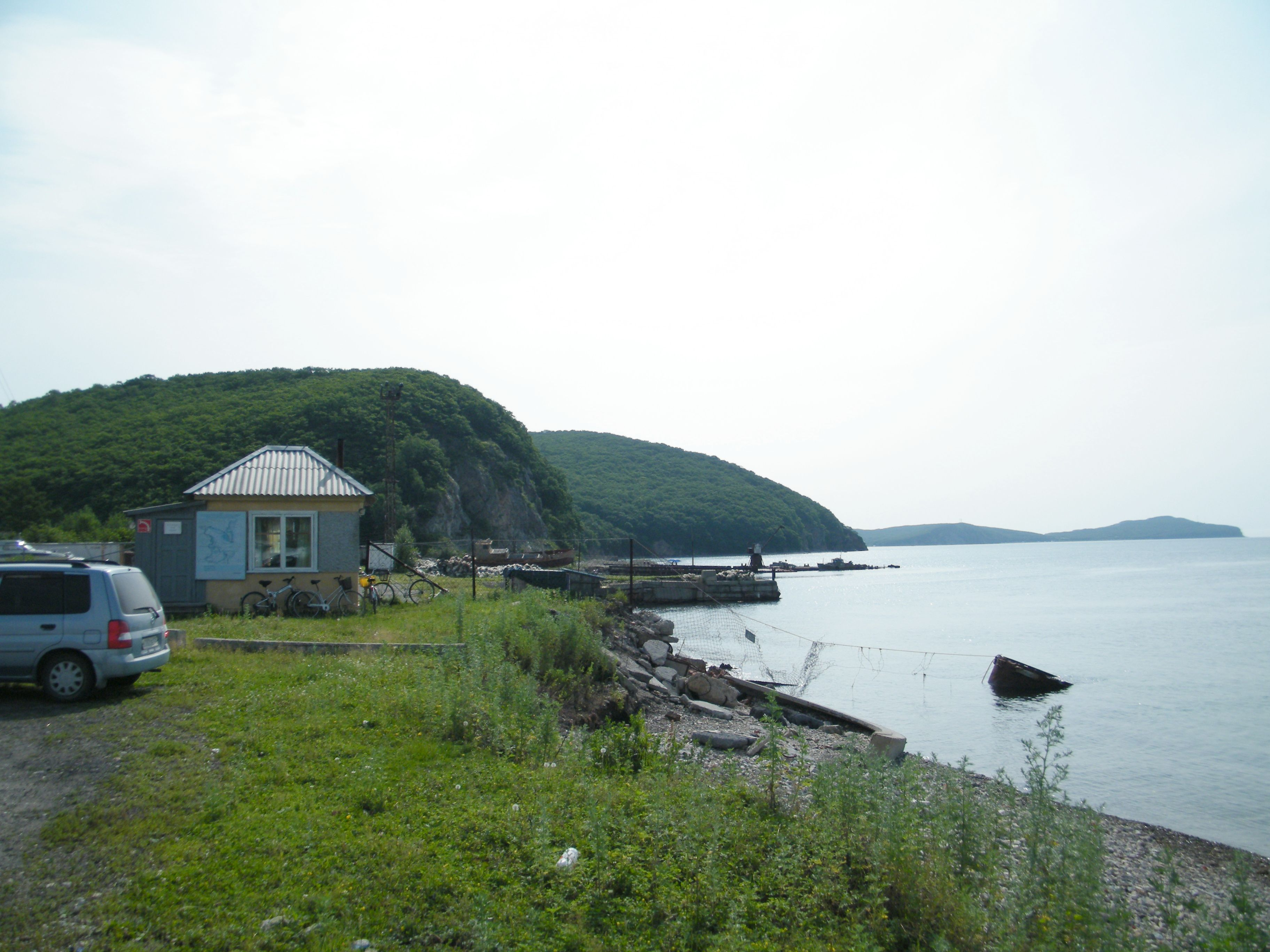
Завод по выращиванию марикультуры

Расположено на берегу бухты Северная залива Владимира Японского моря. В бухту Северная рядом с селом впадает река Тумановка, имеющая нерестовое значение.

## История
Село Весёлый Яр основано в 1907 году.

## Население
| 1915 | 1926 | 2002 | 2008 | 2010 |
| ---- | ---- | ---- | ---- | ---- |
| 98   | ↗171 | ↗707 | ↗709 | ↘613 |

## Улицы
| - ул. Заводская, - ул. Заречная, - ул. Набережная, - ул. Новая, | - ул. Озёрная , - ул. Трактовая, - пер. Трактовый. |

## Экономика
Основа экономики — рыболовство, выращивание марикультуры, сбор и переработка ламинарии (морской капусты), работает агаровый завод. Сельское хозяйство мясо-молочного и приусадебного направления.

## Транспорт
С посёлками Ракушка, Тимофеевка и Ольга Весёлый Яр связывает асфальтированная трасса, имеется автобусное сообщение.

## Достопримечательности
- В летнее время в окрестности села на отдых приезжают дальневосточники, их привлекает бухта Северная с хорошо прогревающейся водой, богатая придонная флора и фауна.
- На полуострове Балюзек находится детский лагерь межрайонного значения.
- В селе находятся могилы подводников, погибших в результате взрыва на подводной лодке Щ-139 25 апреля 1945 года.